# Berden de Vries
Berden de Vries (10 maart 1989, Gieterveen) is een Nederlands wielrenner en voormalig langebaanschaatser die anno 2017 rijdt voor Roompot-Nederlandse Loterij. De Vries kwam in het seizoen 2009/2010 uit namens de Hofmeier-schaatsploeg.

## Biografie
In 2008 werd De Vries derde bij het wereldkampioenschap voor junioren in het Chinese Changchun. Hij eindigde achter zijn ploeggenoten van Jong Oranje, Jan Blokhuijsen en Koen Verweij, waar Jan van Veen trainer was. Bij de senioren eindigde hij bij het NK Allround 2009 in Heerenveen op een vijftiende plaats.
De Vries werd in 2012 elfde op het Nederlands kampioenschap tijdrijden op de fiets. Een jaar later maakte hij de stap naar Cyclingteam Jo Piels waarvoor hij in 2014 de Olympia's Tour won. Sinds 2015 fietst De Vries voor de nieuwe wielerploeg van Roompot Oranje Peloton.

## Schaatsen

### Persoonlijke records
| Afstand      | Tijd     | Datum            | Baan      |
| ------------ | -------- | ---------------- | --------- |
| 500 meter    | 36,26    | 6 februari 2010  | Calgary   |
| 1000 meter   | 1.10,28  | 16 maart 2008    | Calgary   |
| 1500 meter   | 1.46,09  | 13 maart 2008    | Calgary   |
| 3000 meter   | 3.43,26  | 12 maart 2008    | Calgary   |
| 5000 meter   | 6.31,87  | 14 maart 2008    | Calgary   |
| 10.000 meter | 14.31,90 | 30 december 2007 | Groningen |

### Wereldrecords
| Nr.  | Afstand                    | Tijd    | Datum         | Baan    |
| ---- | -------------------------- | ------- | ------------- | ------- |
| jr1. | Kleine vierkamp (junioren) | 148,070 | 16 maart 2008 | Calgary |

|  | = huidig wereldrecord |

### Resultaten
| Jaar | NK Afstanden        | NK Sprint | NK Allround | WK Junioren     |
| ---- | ------------------- | --------- | ----------- | --------------- |
| 2007 |                     |           | NC26        |                 |
| 2008 |                     |           | 12e         | · achtervolging |
| 2009 |                     | 19e       | NC15        |                 |
| 2010 | 20e 1000m 25e 1500m | 13e       |             |                 |

 NC# = niet gekwalificeerd voor de laatste afstand, maar wel als # geklasseerd in de eindrangschikking 

### Medaillespiegel
| Kampioenschap | Goud · | Zilver · | Brons · |
| ------------- | ------ | -------- | ------- |
| WK Junioren   | 1      | 0        | 1       |

## Wielrennen

### Overwinningen
2014
1e en 2e etappe (ploegentijdrit) Olympia's Tour
Eindklassement Olympia's Tour

### Resultaten in voornaamste wedstrijden
| Jaar | Ronde van Italië | Ronde van Frankrijk | Ronde van Spanje |
| ---- | ---------------- | ------------------- | ---------------- |
| 2015 |                  |                     |                  |
| 2016 |                  |                     |                  |
| 2017 |                  |                     |                  |

| Jaar | Gent-Wevelgem | Ronde van Vlaanderen | Parijs-Roubaix | Amstel Gold Race | E3 Harelbeke |
| ---- | ------------- | -------------------- | -------------- | ---------------- | ------------ |
| 2015 | opgave        | 131e                 |                |                  | opgave       |
| 2016 | 27e           | 59e                  |                | 108e             |              |
| 2017 | 89e           | opgave               | buit.tijd      |                  | opgave       |

### Ploegen
- 2013 –  Cyclingteam Jo Piels
- 2014 –  Cyclingteam Jo Piels
- 2015 –  Roompot Oranje Peloton
- 2016 –  Roompot-Oranje Peloton
- 2017 –  Roompot-Nederlandse Loterij

Asselman · Duijn · van Empel · van Ginneken · van Goethem · Groenewegen · Honig · Hoogerland · Kerkhof · M. Kreder · R. Kreder · W. Kreder · Lammertink · Looij · de Maar · Slik · Terpstra · de Vries
Ariesen · Asselman · Budding · van Empel · van Ginneken · van Goethem · van der Hoorn · Kreder · Ligthart · van der Lijke · Looij · Meijers · Mouris · Reinders · Riesebeek · Tusveld · Vermeltfoort · de Vries · Weening